# 마이보스 마이히어로
《마이☆보스 마이☆히어로(マイ☆ボス マイ☆ヒーロー)》는 2006년 7월 8일 ~ 2006년 9월 18일까지 NTV에서 방송된 학원 코미디 드라마이다. 매주 토요일 밤 9시부터 9시 54분까지 총 10회 방영되었다. 첫회는 20분 연장하여 22시 14분까지, 최종화는 30분 연장하여 22시 24분까지 방송하였다. 주연은 나가세 토모야였다. 평균 시청률은 18.9%, 최고 시청률은 23.2%를 기록하였다.

## 개요
2001년 개봉한 한국 영화 《두사부일체》를 리메이크 하였다. 그렇지만 한국 작품은 폭력성이나 학력사회, 권력 부패 등 한국사회의 문제점을 그렸지만, 이 드라마는 위의 모습은 일체 보여주지 않은 채 주연인 나가세 토모야의 성장을 그린 코미디에 포커스를 맞췄다.
주조연으로 출연한 아라가키 유이가 본격적으로 이름을 알린 작품이기도 하다.
2007년부터는 재방송을 통해 시각 장애자를 위한 해설 나레이션이 추가되었다.

## 시놉시스
칸토 에이게회(会)의 젊은 부두목인 사카키 마키오, 27세. 그저 두목이 되는 것이 목표일 뿐, 학교는 제대로 다녀 보지도 못했고, 간단한 사칙연산도 못하며, 한자도 못 쓴다. 싸움은 잘 하지만, 학습 수준은 초등학생 이하이다. 90초 이상 생각을 못 해, 홍콩에서 큰 돈 거래 교섭이 마키오 때문에 결렬되어, 조직에 큰 손실을 불러일으킨다.
그 일 때문에 노한 그의 아버지는 조직을 이어받고 싶다면 고등학교를 졸업하라고 지시한다. 아버지의 인맥 덕분에, 3학년에 편입하여 고등학교에 입학한 마키오는 10살이나 어린 학우들과 지긋지긋한 공부를 시작한다. 그리고 처음에는 학교에 진저리를 냈던 그도 ‘첫사랑’,‘우정’,‘공부’라는 청춘만이 누릴 수 있는 즐거움을 차츰 알아간다.

## 캐스팅

### 주인공
사카키 마키오 - 나가세 토모야(TOKIO), 6세 시절 아역：오기노 타이요, 10세 시절 아역：치사카 켄스케
드라마의 주인공. 칸토 에이게회의 젊은 부두목. 생일은 1978년 11월 18일에 전갈자리. 좋아하는 것은 술과 싸움과 여자. 푸딩이 좋아하는 음식. 모친은 어린시절 죽는다.
머리가 나쁘고, 좋은 것·싫은 것과는 관계없이 그 어떤것도 90초 이상 생각하지 못한다. 간단한 사칙연산 계산도 하지 못하고 홍콩 마피아와의 거래를 엉망으로 만들어 놓아 버려서, 아버지가, “고등학교를 졸업하지 않으면 3대의 두목은 남동생에게 잇게 한다”라고 말해, 10세 연령을 속여 세인트 아그네스 학원 고등학교에 뒷늦게 입학했다. ‘반의 대장’이라고 하는 말에 혹해서 3학년 A반의 학급 위원이 되었다. 처음에는 학교에 가는 것을 싫어하고 있었지만, 학교에서 배우는 청춘의 즐거움을 알아가면서, 고교생활을 즐기게 된다. 그리고 같은 반 친구인 히카리를 좋아하게 된다.
무엇인가를 적극적으로 생각할 때, 눈의 흰자를 위로 치켜 뜨는 버릇이 있다. 무엇에 대해서도 “이 자식”이라고 외치거나, 자신의 아랫부하 카즈야에게 화낼 때 “퍼하는 버릇이 있다. 또, 의아하거나 궁금하게 생각되는 것이 있기라도 하면 “뭐냐?”라고 묻는 것도 말버릇(나레이션에서도 사용된다). 기본적으로 학교에 있을 때는, 가장 먼저 사귄 같은 반 친구 사쿠라코지 준을 제외한 모두에게는 경어를 사용하지만, 에이게회 사람들이 마키오를 걸리적 거리게 하거나 방해되는 일, 짜증나게 하는 을 말할때면, 목소리 톤을 높여 큰 소리로 말하면서 이성을 잃는다.
일격으로 적을 때려 눕히는 펀치력을 갖고 있어 악력은 180을 넘는다. 상반신 대부분에 문신을 세겼기 때문에, 학교에서는 절대로 남 앞에서 옷을 갈아 입지 못한다.
도박운은 보통 남들보다 강하고, 파치슬로·룰렛은 운이 좋아서, 테스트에도 연필을 굴려가면서 풀었는데도 객관식, 즉 찍고 고를수 있는 문제가 많은 과목 일본 역사·생물·물리는 30점 이상을 얻어 걸리지만, 주관식이 요구되는 영어·수학·국어는 0점이나 한 자리수의 점수로, 성적은 3학년 122명 가운데 122위로 전교꼴지, 추가시험을 받게 되는 처지가 된다.
학교에서 부르는 별칭은 ‘맛키 マッキー’. 귀신과 같은 힘을 자랑해, ‘토네이도의 마키오 トルネードの真喜男’라는 별명도 갖지만, 정작 마키오 본인은 토네이도의 뜻을 모른다. 유년 시절 별명은 6살 때는 ‘코도 와카쿠 チビ若’, 10살 때는 ‘카미소리노 맛키 カミソリのまー君였다.

### 3학년 A반
사쿠라코지 준 - 테고시 유야 (NEWS)
마키오의 친구. ‘학교는 뭔가 무의미’하다고 생각했지만, 마키오를 이래저래 돕게 하고 나서 마키오의 친구가 되었다. 마키오가 학교에서 처음 사귄 친구이기도 하다. 히카리와는 소꿉 친구이지만, 히카리를 좋아하게 된 이후로 잘 이야기하지 않게 되어 있었다.
마키오를 ‘맛키’라고 부르고 있다. 마키오가 자신의 이름을 항상 기억하지 못해서, ‘사쿠라어쩌구’ 라고 불린다. 마키오가 졸업식 날에 딱 한 번 라고 제대로 이름을 불렀다. 마키오의 아랫부하 카즈야를 미키라고 믿어 ‘밋키’라고 부르고 있다. 히카리가 말하길, “준의 누나는 굉장히 미인”이라고 한다 (제8화에 등장). 3학년 전체 등수 전교 7위를 자랑한다. 단것을 싫어한다.
우메무라 히카리 - 아라가키 유이
솔직하고 상냥한 성격. 아버지가 빚쟁이여서 돈 상환을 요구하는 야쿠자에게 맞는 것을 어렸을 적부터 몇 번이나 보왔기 때문에, 폭력을 싫어하고, 야쿠자 역시 싫어한다. 마키오와 사쿠라코지가 좋아하는 사람. 성적은 전교15위.
5형제의 장녀로, 고등학교에 가면서 아르바이트를 해오면서, 남동생들과 같이 살아가고 있다. 학급일에도 열심이고 집안일에도 열심이다. 대가족을 책임지는 꿋꿋한 면모를 가지고 있다.
하기와라 사키 - 무라카와 에리
히카리의 친구로, 부자집 아가씨. 성적은 전교 19위. 사쿠라코지 이외에 마키오를 ‘맛키’라고 부르고 있는 몇 안되는 사람들 가운데 한 명. 담력테스트 때 히카리를 위하고, 어떤 사건으로 학교를 빼먹고 등교 하지 않는 마키오가 학교에 오도록 설득하거나 마키오와 히카리의 사랑을 응원하는 한편으로, 사쿠라코지가 히카리에게 좋아하는 진심을 전해지 않는 걸 눈치 채고 사쿠라코지에게 “이대로 돼도 좋은거야?”라고 걱정하는 등 참견하는 면도 있다.
오자와 카오리 - 카키우치 아야미
하기와라와 사오토메와 항상 붙어다닌다.
호시노 리쿠오 - 와카바 류야
양아치. “우리반 가운데 제일 강하다”라고 설치지만 사실 그만큼 강하지 않다. 준과 마키오에게 돈을 뺏기도 한다. 기말시험에서로 마키오가 지금까지 최하위였던 호시노 대신에 전교꼴지가 되어, 마키오를 자신의 자기 동생으로 삼기도 한다. 마키오가 한 일을 자신이 한 일로 착각하기도 하고, 마키오 때문에 은근히 도움을 받는다.
오쿠모토 유키노 - 사토 치아키
내성적인 성격에 스포츠를 못한다. 체육대회때는 마키오와 같은 농구 팀이 되었다. 처음에는 창피를 당하는 것이 싫고 연습이나 시합을 싫어하고 있지만, 마키오의 설득에 의해 시합 참가를 결심했다. 체육 대회 이후는 마키오를 ‘맛키’라고 부르게 되었다. 전교 5위의 성적을 자랑하는 우등생. 은밀하게 야스하라에 호의를 가지고 있다.
이부키 카즈마 - 사토 타카히로
3학년 A반의 학생. 호시노랑 늘 함께 붙어다니는 쫄따구 1. “호시노는 사실~”라는 말을 입버릇처럼 한다. 성적은 학년 112위.
타카라다 테루히사 - 이토 키미토시
호시노의 쫄따구 2. 성적은 학년 47위로, 지원한 여섯 대학의 합격이 확정 된 3학년 A반 학생.
야스하라 타다시 - 모리 렌
학년 2위의 성적을 자랑하는 우등생. 의사의 아들이며 가업을 잇기 위해서 의학부를 목표로한다. 말투는 신랄하고, 처음에는 공부에 방해하는 마키오를 싫어하고 있었지만, 가업을 위해서 고등학교를 졸업하지 않으면 안 되는 마키오가 자신과 같은 처지라는 걸 알고 공감하고 그를 따른다.
동경대학교에 진학.
피아노를 자유롭게 잘 연주해, 학급 친구들을 놀래키는 면도 있다.
타나카 루미 - 이리야마 노리코
아그네스 학원 3학년 A반 학생. 반의 여성 보스격. 함께 다니는 친구들이 많다. 성적은 학년 42위. 정보통.
스와베 유키 - 히로타 마사히로
9위 성적을 자랑하는 우등생. 장발로 언제라도 부채를 손놓지 않는다. 반 전부 ‘키모론게’(호시노가 명명)라고 부르며, 매번 학급일에 참여하지는 않으면서 말은 많다. 마키오와는 후반부부터 우정감이 돋보인다.
히라츠카 류스케 - 타케다 코헤이
스와베와 함께 있는 1인. 성적은 학년 88위.
세가와 타모츠 - 타나카 야스히로 (청춘다트)
스와베와 함께 있는 2인. 앞머리를 짧게 자르기가 취미. 성적은 학년 67위.
하야사카 마사토 - 니시노 시게토
축구부 주장. 초등학교때부터 계속하는 축구 부원이지만 별로 잘하지 않는다. 담력 테스트를 계기로 미타 마코토와 교제하게 된다.
텐도 유카리 - 호란 치아키
마키오의 뒷 자리에 앉아 있는 여학생. 시력이 나빠 수업 중에 안경을 쓰고 있다.
페이링 - 첸츄
중국에서 온 유학생. 텐도 유카리와 사이가 좋다. 성적은 학년 81위.
마키 신이치 - 아다치 오사무
탁구부의 있으나 마나한 부원. 자신은 탁구를 잘한다고 믿고 있다. 성적은 학년 28위.
치바 아카네 - 나카 리이사
타나카 등 반 여자 그룹의 한 멤버. 귀찮게 하는 걸 싫어하고 쉽게 이성을 잃는다.

#### 학급 명부
1. 아오키 마모루 - 시노하라 타카후미(성적은 학년 18위)
2. 이부키 카즈마
3. 우메무라 히카리
4. 오쿠모토 유키노
5. 오자와 카오리
6. 사오토메 유이 - 카키우치 아야미(성적은 학년 36위)
7. 사카키 마키오
8. 사쿠라코지 준
9. 스와베 유키
10. 세가와 타모츠
11. 타카라다 테루히사
12. 타나카 루미
13. 치바 아카네 - 나카 리이사
14. 츠보이 미오 - 시부야 모모코(성적은 학년 75위)
15. 텐도 유카리
16. 니시나 히로코 - 이토 미키(성적은 학년 25위)
17. 하기와라 사키
18. 하야사카 마사토
19. 히라츠카 류스케
20. 페이링
21. 호시노 리쿠오
22. 마키 신이치
23. 미타 마코토 - 시부야 마미(성적은 학년 32위)
24. 미노와 유키 - 노가미 사오리(성적은 학년 79위)
25. 야스하라 타다시
26. 유우키 아키미 - 마츠나가 카나미
27. 야마다 이츠키 - 우치다 아키라(제2화로 유학, 전 학급 위원)
28. 요시무라 히로노부 - 혼마 하루오(성적은 학년 34위)

### 사립 세인트 아그네스 고등학교 교사
미나미 유리코 - 카시이 유우
3학년 A반 담임. 담당 과목은 수학. 24세. 미나미 교장의 딸. 성실하고 열심이지만 감정 표현이 서툴고, 줄곧 무표정한 모습이 많다. 마키오와는 교환일기를 쓰면서 마키오를 이해하게 된다. 그리고 마키오를 통해서 점점 자신의 모습을 더욱 드러내려고 한다. 처음 맡은 반에 마키오가 와서 걱정이 많았지만 마키오를 통해서 교육자로서의 의미를 새긴다. 마키노는 속으로 ‘철가면 鉄仮面’(하지만 마키오는 ‘철 鉄’을 한자로 쓰지 못해, ‘てつ仮面’이라고 표기함)로 불리고 있다. 마키오의 눈을 노려본다고 오해하며 “야수와 같은 눈으로 나를 본다”라고 생각하는 등, 혼자 이상하게 생각한다.
미나미 타카유키 - 이와키 코이치
교장.50세. 마키오의 아버지인 요시이치의 친구이며, 유리코의 아버지. 학교내에서 마키오의 정체를 아는, 유일한 인물. 학원장이면서 화단이나 나무를 가꾸는 일 등의 잡일을 하는 등, 인간적으로도 뛰어난 인물. 딸을 걱정하고 있다.
미즈시마 츠바키 - 모타이 마사코
양호교사.50세. 마키오에게 학교의 중요함, 청춘의 즐거움 등을 가르친다. 고등학교의 동급생인 요시이치에 대해 잘 알고 있다.
아쿠타가와 요시미 - 미네무라 리에
교감. 앞뒤가 꽉 막히고 히스테리 있는 성격. 원래는 일본역사의 교사인것 같다.
오오타 오사무 - 나카무라 야스히
생물 교사. 유리코를 좋아하기도 한다. 마음이 약하다. 쿠마모토현 출신.
키쿠지마 테츠야 - 타나카 요지
체육 교사. 자신의 반은, 운동 만큼은 자신 있는 것 같다. 마키오에게 유도 경기에서 진다.
우루시하라 히데키 - 오자키 우소
물리 교사.
폴 - 로브 앤더슨
영어 교사.
카지야마 료스케 - 모리시타 테츠오
국어 교사.

### 칸토 에이게회 가입원
사카키 요시이치 - 이치무라 마사치카
2대째 두목으로 마키오의 아버지. 55세. 마키오의 머리가 너무 나빠, “내년 봄까지 졸업증을 가져오지 않으면 대를 잇게 하지 않겠다”라고 말해, 마키오가 고교 입학을 하게 한 장본인. 속 마음은 형제인 마키오와 미키오가 사이 좋게 뒤를 이었으면 좋겠다고 생각한다. 마키오가 고등학교에 다니게 되고 나서는, 마키오와 함께 아침 식사를 먹는 등 보통의 부모와 자식다운 행동도 하게 되는 걸 기쁘게 생각한다. 양호선생인 미즈시마와는 고등학교의 동급생. 쿠로이 테루유키가 담임선생인 미나미 유리코가 미인이라고 보고 한 뒤 부터, 미나미 유리코에게 조금 관심을 갖게 된다.
쿠로이 테루유키 - 오오스기 렌
마키오의 아랫 부하로, 마키오를 감시하는 역. 48세. 마키오를 ‘와카 若’라고 부른다. 카즈야와 같이, 뒤에서 마키오의 일을 처리하는 뒷수습도 한다. 미키오가 자신의 편이 되어달라고 끌어들었지만 “역시 저는 와카에게 충성을 다합니다”라고 확실히 선을 지었다. 마키오의 담임 미나미 유리코에게 호감을 갖고 있다.우리나라 영화인 대호에 출연했었다.
마나베 카즈야 - 타나카 코키 (당시 KAT-TUN)
마키오의 아랫 부하. 22세. 주위에서는 ‘카즈’로 불리고 있다. 가사일이 뛰어나고, 특히 바느질이나 재봉틀 질을 잘한다. 별명 ‘니들 워크(Needle Work)·재봉의 카즈’. 마키오를 존경해, 뒤에서 마키오를 위해 뭐든지 한다. 마키오를 '아니키'이라고 부른다. 마키오와 막상막하로 머리가 나쁘다. 칸토 에이게회에 들어가기 전은 사이타마에서 폭주족의 리더였다. 학력은 중학 중퇴.
준은 남동생 미키오로 착각하여 ‘밋키’라고 부르고 있다. 마키오가 걱정이어서 몰래 뒷 돈을 줘서 입학할 생각을 하지만, 아랫 부하에게 돈을 들일 수는 없기 때문에 아르바이트로 학교에 출입하고 있다. 그러나, 제9화에서 마키오가 고교 입학을 하도록 허락하였지만, 그 후 실제로 고교에 다녔는가는 불명.
사카키 미키오 - 키카와다 마사야
마키오의 남동생. 묘오 대학 대학원 재학 중. 전공은 경제학. IQ는 180으로, 마키오와는 대조적으로 머리가 좋다. 어릴 적부터 몸이 약하고, 지금도 약을 투여하고 있다. 마카오와는 반대로 90초 이상 격렬한 운동을 할 수 없기 때문에, 옛날부터 형한테 이것으로 괴롭힘을 당한다. 취미는 주식 투자, 특기는 바이올린. 5월에 유학 간 미국 플로리다에서 귀국. 마키오가 고등학교를 졸업할 수 없었던 경우, 3대 두목이 될 예정이었다. 준은 그를 마키오의 가정교사라고 생각하고 있다.
할아버지 - 무라카미 후유키
마키오의 집에 시중드는 노(老) 집사. 본명 불명. 마키오를 ‘와카’라고 부르고, 미키오를 ‘미키도련님’ 라고 부른다.
류 - 쵸우 타미야스, 테츠 - 타카시마 히로시키, 토시 - 카가미 타케오미
칸토 에이게회 아랫 부하. 쿠로이나 카즈야와 같이, 마키오를 살피는 사람. 적에게 무슨 일을 한다 하면 가장 먼저 조직에게 알린다.

### 그 외의 폭력단
쿠마다 카츠미 - 마루야마 토모미
칸토 에이게회와는 적대하는 쿠마다 일가의 간부. 북극회의 보스·야사키 토쥬로를 후원하고 있다. 그러나 부하들과 아그네스 학원에 밀어 닥쳤을 때에는 사카키 마키오 한 명에게 어이없게 패한다.
야사키 토쥬로 - 이시바시 렌지
쿠마다 일가와 같이 칸토 에이게회를 적대하는 야쿠자, 북극회의 보스. 쿠마다 카츠미와 계획한다.

## 설정
칸토 에이게회
사카키 마키오가 젊은 부두목으로로 속해있고, 마키오의 아버지인 사카키 키이치가 2대째 두목을 맡고 있는 칸토지방에 힘있는 야쿠자 조직. 초대 조장은 사사키 타로(키이치의 아버지로 마키오의 조부). 쿠마다 일가와 대립.
세인트 아그네스 학원
마키오가 다니게 된, 남녀공학 사립 고등학교. 창립 75주년의 역사를 자랑한다.
아그네스 학원 교칙
학교 규칙을 위반한 사람은, 교정 청소 20주가 부과되고, 담임 교사와 교환 일기를 3개월 써야 한다. 교환 일기의 목적은, 교사와 이야기함으로써 마음의 소통을 하는 것.
아그네스 푸딩
세인트 아그네스 학원의 교내 매점에서 판매하는, 하루 12개 한정 수제 푸딩. 가격은 1개 110엔. 예약을 할 수 없기 때문에, 쉬는 시간을 알리는 종이 울리는 것과 동시에 매점에 먼저 뛰어가, 전교생을 제치고 쟁탈하지 않으면 먹는 건 무리. 그러나, 마키오의 반 -3학년 A반-는 교내 매점과 제일 멀어진 곳에 있어서, 학급 구성원 전원이 푸딩 쟁취를 단념한다.
제1차 푸딩 쇼크
아그네스 푸딩이 별도의 공지 없이 판매 중지가 되었을 때에, 아그네스 학원 전교생이 폭동이 일어나 큰 혼란이 생긴 사건. 푸딩을 만들고 있는 시마자키 요시오씨가, 홋카이도에 수행하러 가서 없는 것이 원인이 되었다. 아그네스 푸딩 쟁탈전은, 교내 학생들에게 있어서 절호의 스트레스 해소 이벤트와 같은 행사이기 때문에 매우 중요하다. 그 뒤 푸딩 쇼크라고 푸딩 쟁탈전이 또 한 번 일어 났다. 푸딩 쇼크라고 표현한 건 체육 교사인 키쿠지마. 시마자키가 돌아오면, 단 하루 특별한 규칙을 제안해서, 각 반당 5명의 대표자가 달려, 1위를 한 사람이 24개 푸딩을 받아, 학급 친구들과 같이 먹는 것이 제안 되었다. 이때 푸딩을 획득한 것은 3학년 A반.
아그네스 체조
세인트 아그네스 학원 교칙에 의해 지각한 학생은, 학원에서 개발한 라디오 체조인 ‘아그네스 체조’를 무조건 춤춰야만 한다. 무척 독특하고 튀는 동작들로, 동작 중간 중간에 “아그네스”라고 외친다. 무척 창피하고 부끄러운 체조지만, 입학한 학생들은 수줍어 하지 않고 전원 춤춘다. 사토 히로미치가 창안해, 드라마 방송 당시 인터넷 홈페이지의 특별 사이트를 통해 일반인에게도 공개지만, 현재는 공개를 종료하였다.
무한 전사 아니킨다
이 드라마 만들어 낸 가상 방송 프로그램. 전 세계에서 방영되고 있는, 아이들에게 인기있는 영웅 프로그램. 3학년 A반이 습격 당했을 때, 마키오는 자신의 모습과 정체를 숨기기 위해 이 아니킨다로 변장했다. 히카리의 남동생이 푹 빠져있기도 하다.
아그네스 로드(Road)
아그네스 학원에 있는, 커플만 걸어 갈 수 있다고 예전부터 전해지는 데이트 코스. 남녀 함께 스티커 사진을 찍고, 아이스크림을 먹고, 벤치에 앉아 이야기 하는 것이 데이트의 기본 코스. 이것을 모두 완료했을 경우에, 진짜 커플로 이뤄질 수 있다고 하기도 한다. 혼자서 걸으면, 매우 쓸쓸한 생각이 들게 한다.
아그네스 문화제
아그네스 학원에서 1년에 한 번 있는 문화제. 3학년 A반은 마키오의 제안으로 음악으로 참가. 곡 〈Oh Happy Day〉를 27명이서 연주했다. 가장 훌륭한 반에게는 베스트 클래스 상이 수여된다. 3학년은 참가 자유.
쿠마이 라멘
같은 계열의 방송 《고쿠센》에서 등장하는 라멘집.
사립 소라후네 고등학교
마키오가 세인트 아그네스 학원 퇴학 후, 입학한 학교. 일본어로 표기하면 ‘私立宙船高等学校’인데, 宙船는 이 드라마의 주제곡이자, 최종화 부제이기도 하다.

## 스태프
- 원작：윤제균
- 각본：오모리 미카
- 음악：타카미 스구루
- 촬영 : 이치카와 마사아키
- 조명 : 츠노다 신진
- 홍보：가와모토 카오리, 하라 노리코
- 편성：오니마루 히사시
- 기획 협력：아카시 류지
- 협력 프로듀서：코이즈미 마모루, 시모야마 쥰 (Total Media Communication)
- 프로듀서：카와노 히데히로, 야마모토 요시오(일본 TV), 야마우치 아키히로, 사토 타케시(토호 컴패니)
- 연출：사토 토야, 사쿠마 노리요시, 이시오 쥰
- 협력：일본TV 영상 센터, 일본TV 아트, 닛카츠 스튜디오
- 기획：토호
- 제작：일본TV

## 관련 음반

### 주제곡
- TOKIO / [[소라후네 / do! do! do!|宙船(そらふね)]]

### Original Sound Tracks
- 2006년 8월 30일 발매

1. Theme of Boss
2. Boogie Tuesday
3. Nostalgic America
4. Pure Love
5. Portrait_strings ver.
6. Fuwa-Fuwa
7. Funky!?
8. 妖
9. The Edge of The World
10. Theme of Hero_guitar ver.
11. Heavy Moon
12. 妙
13. RodeoRag
14. Red Blues
15. Mr.K
16. Eastern Western
17. Legend
18. Portrait
19. Theme of Hero
20. 宙船（Piano Version)

## 부제·시청률
| 각 화                                                  | 방송일          | 부제                                   | 연출                      | 시청률 |
| ------------------------------------------------------ | --------------- | -------------------------------------- | ------------------------- | ------ |
| 제1화                                                  | 2006년 7월 8일  | 젊은 두목☆고교생이 된다!               | 사토 토야                 | 19.0%  |
| 제2화                                                  | 2006년 7월 15일 | 젊은 두목☆학급 위원장이 되다!          | 사토 토야                 | 16.7%  |
| 제3화                                                  | 2006년 7월 22일 | 젊은 두목☆시험에 열올리다?!            | 사쿠마 노리요시           | 18.1%  |
| 제4화                                                  | 2006년 7월 29일 | 여름방학이다!☆젊은 두목                | 사토 토야                 | 17.4%  |
| 제5화                                                  | 2006년 8월 5일  | 삐닥해지다!☆젊은 두목의 반항기         | 이시오 쥰                 | 14.6%  |
| 제6화                                                  | 2006년 8월 12일 | 일어설 수 있는 조장!☆A반의 내부 분열   | 사토 토야                 | 20.6%  |
| 제7화                                                  | 2006년 8월 19일 | 나의 정체는!☆젊은 두목, 눈물의 질주    | 사쿠마 노리요시           | 17.5%  |
| 제8화                                                  | 2006년 9월 2일  | 문화제☆사랑과 청춘의 해피 데이!        | 사토 토야                 | 20.7%  |
| 제9화                                                  | 2006년 9월 9일  | 젊은 두목☆발렌타인데이는 대결전!!      | 사쿠마 노리요시           | 21.3%  |
| 최종화                                                 | 2006년 9월 16일 | 안녕 젊은 두목☆날아올라라, 우리들의 배 | 사쿠마 노리요시 이시오 쥰 | 23.2%  |
| 평균 시청률은 18.9%(관동지방 기준, 비디오 리서치 조사) |                 |                                        |                           |        |

## 그 외
- 시청률 1위가 되어, 주제가를 담당한 TOKIO 〈宙船(そらふね)〉는 총 판매량 45만장을 파는 대 히트를 기록하게 되었다.
- 드라마가 큰 인기를 얻어 2006년 10월 8일에 방송된 〈모노마네 배틀 ものまねバトル〉에서는 ‘흉내☆보스 흉내☆히어로 マネ☆ボス マネ☆ヒーロー’라는 패러디 코너가 생겼다.
- 매일 생방송 프로그램인 《줌인!!SUPER》, 《줌인!!토요일》 코너에 매회 드라마 시작 전에 나가세 토모야 등 주연 배우들이 생방송에 출연하거나, 혹은 프로그램의 아나운서들이 드라마에 게스트 출연하면서 화제가 되기도 하였다.

## 관련 상품
DVD
- 마이☆보스 마이☆히어로 DVD-BOX (2007년 4월 25일) (제1화 - 최종화 수록, 약495분＋특전영상 포함)
- 마이☆보스 마이☆히어로 VOL.1-4 (2007년 4월 25일)
  - VOL.1 - 제1화, 제2화 수록 (약 105분)
  - VOL.2 - 제3화, 제4화 수록 (약 92분)
  - VOL.3 - 제5화 - 제7화 수록 (약 138분)
  - VOL.4 - 제8화 - 최종화 수록 (약 150분)